# José María Cañizares
José María Cañizares (Madrid, 16 febbraio 1947) è un golfista spagnolo.

## Carriera
Passò al professionismo nel 1967: dal 1972 al 1993 fu sempre tra i primi dieci dell'Ordine di Merito dell'European Tour (nel 1983 fu quarto). In carriera vinse sei tornei dell'European Tour, diciannove in tutto. Due successi importanti furono le due Coppe del Mondo di golf, nel 1982 con Manuel Piñero e nel 1984 con José Rivero. Partecipò inoltre a quattro Ryder Cup, risultando decisivo in due occasioni (1985 e 1989) affinché il trofeo andasse all'Europa. Dal 1997 ha preso parte al PGA Tour Champions.